# 南永加斯县

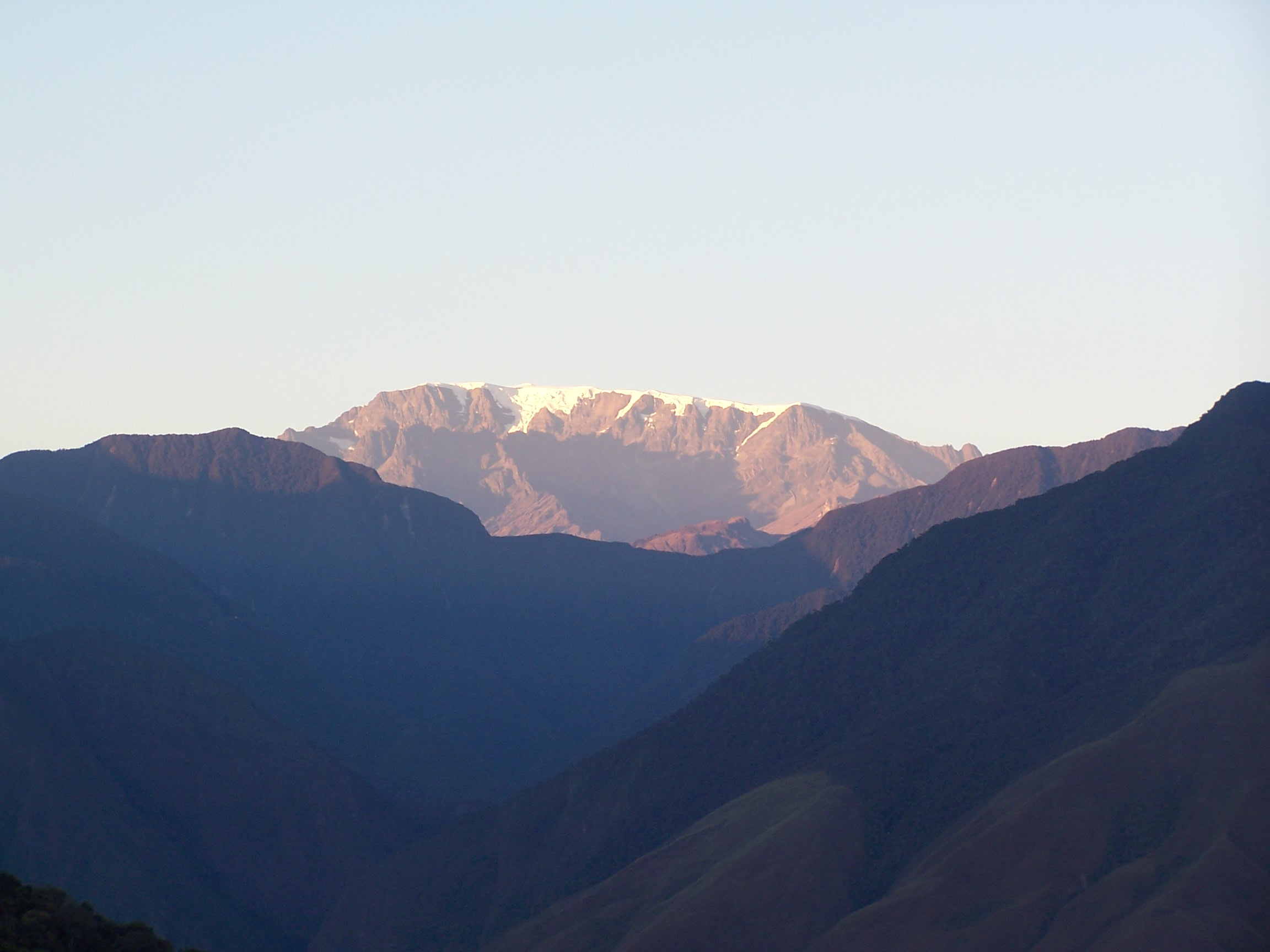

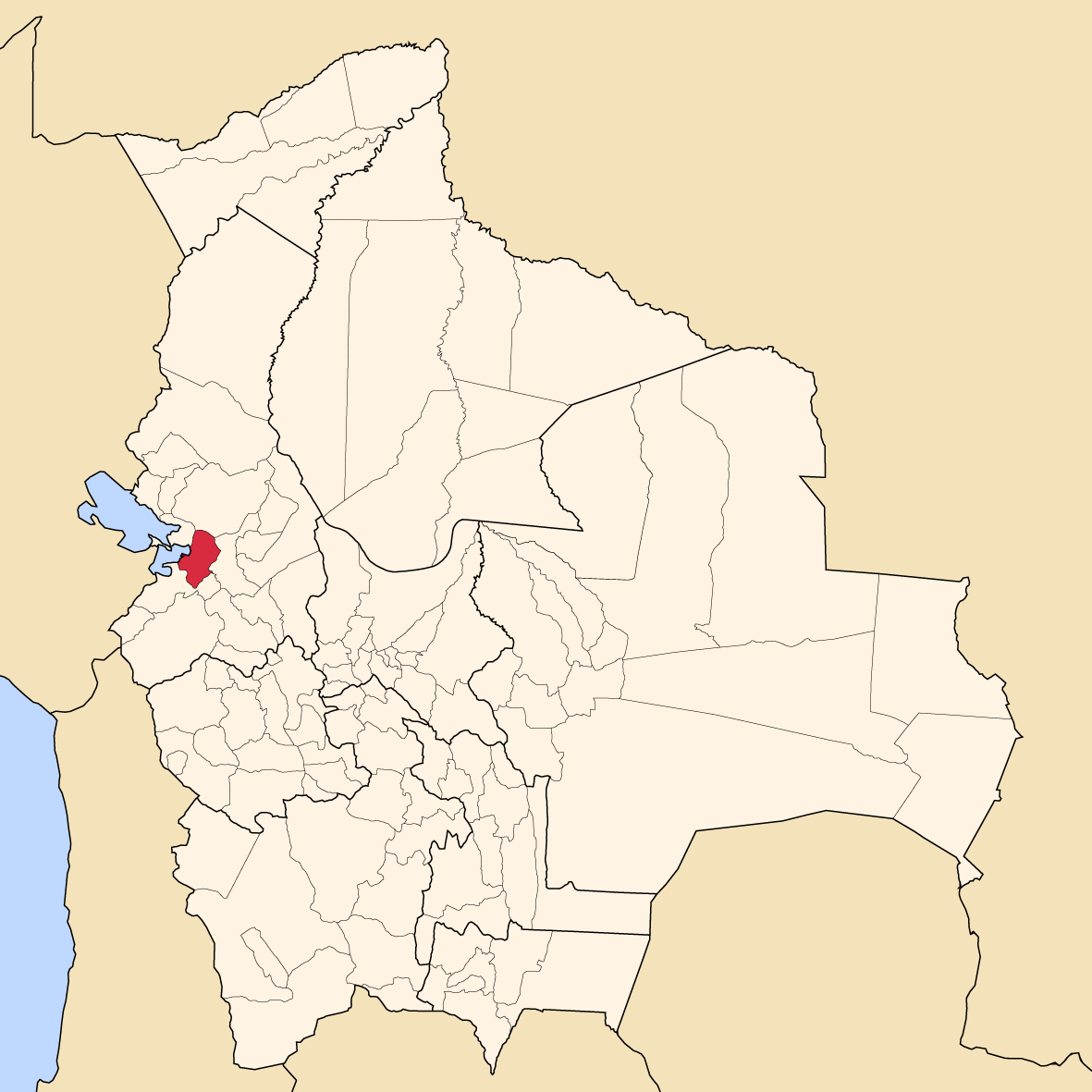

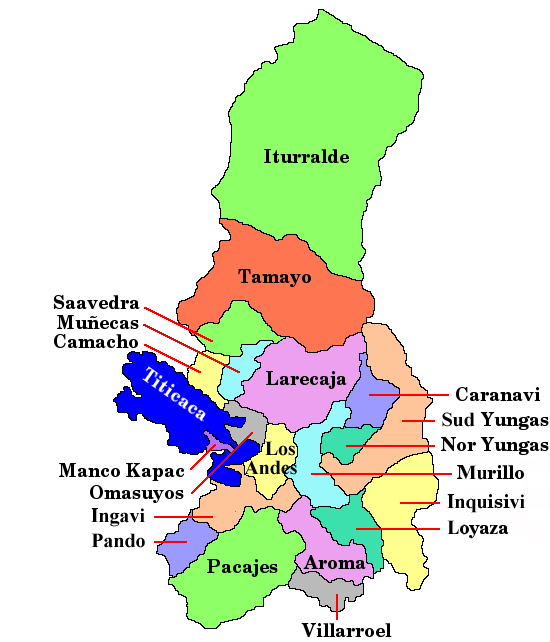

南永加斯县（西班牙語：Provincia de Sud Yungas），是玻利維亞的县份，位於該國西部，屬於拉巴斯省的一部分，县府設於丘盧馬尼，面積5,770平方公里，2012年人口105,013，人口密度每平方公里18人。
16°00′S 67°05′W / 16.000°S 67.083°W